# الموكات (حبيل جبر)

تعديل مصدري - تعديل

الموكات هي إحدى قرى عزلة حبيل جبر بمديرية حبيل جبر التابعة لمحافظة لحج، بلغ تعداد سكانها 262 نسمة حسب تعداد اليمن لعام 2004 ،وهي في جنوب شرقي مديرية حبيل الجبر وتمتاز بجمال طبيعتها الخلابه وتضاريسها ،وتعدد تسلسلاتها الجبيلة الشاهقة إضافة إلى تنوع التربة فيها ، يطلق عليها أيضا اسم الموكات غير لكونها مختلفة عن باقي قرى مديرية حبيل الجبر شكلاً وموقعاً وجمالاً ، يتواجد في قرية الموكات شخصيات اجتماعية مؤثرة ومهمة ،ومن ابرز الشخصيات الاجتماعية المشهورة ،الاعلامي علاء العبدلي ،.